# 하남초등학교 (경기)
하남초등학교는 대한민국 경기도 하남시에 있는 공립 초등학교이다.

## 학교 연혁
- 1994. 11. 01 하남초등학교 설립인가
- 1995. 03. 06 하남국민학교 개교
- 1996. 03. 01 하남초등학교로 개명
- 1997. 03. 01 삼성분교 통합
- 1999. 11. 10 교육부지정 열린교육 시범학교 보고회
- 2000. 09. 28 교실 4, 5층 증축(11교실)
- 2000. 12. 19 멀티어학습시스템 구축 (2교실)
- 2001. 01. 01 민간참여 컴퓨터교실 개설(47대)
- 2001. 01. 22 도시가스 난방공사(전교실)
- 2003. 03. 01 경기도교육청 지정 지역사회학교 시범학교 운영
- 2004. 09. 01 제4대 이성우 교장 취임
- 2005. 12. 15 희망경기교육 우수학교
- 2006. 02. 20 학년연구실 완성
- 2006. 03. 01 경기도교육청 지정 교실수업개선 시범교육청 중심학교운영
- 2007. 02. 23 각층 화장실 온수기및 정수기 공사
- 2007. 05. 29 하남 문화의 거리 기념식
- 2007. 06. 26 교실수업개선 시범교육청 중심학교 운영 보고회
- 2007. 07. 10명품학교인증(광주하남교육청)
- 2007. 07. 25 급식실 및 교실 바닥 공사
- 2007. 10. 11 현관 및 스탠드 인조잔디공사
- 2007. 11. 27 경기 아름다운학교상 수상
- 2007. 12. 21 김신일 부총리겸 교육인적자원부장관 방문
- 2008. 02. 12 제14회 졸업식 175명 (총 2187명)
- 2009. 03. 01 문화유산 연구시범학교(2/2)
- 2009. 03. 20 냉ㆍ난방 매립공사(BEE PARK)
- 2009. 09. 01 제5대 최홍년 교장 취임
- 2010. 03. 01 화장실 리모델링 공사
- 2011. 03. 01 초등학교 28학급(845명), 유치원 3학급(61명)
- 2012. 03. 01 초등학교 28학급(818명), 유치원 3학급(54명)
- 2012. 09. 01 제6대 김승연 교장 취임
- 2013. 03. 01 초등학교 26학급(760명), 유치원 3학급(64명)
- 2014. 03. 01 초등학교 28학급(816명), 유치원 3학급(61명)
- 2014. 09. 01 제7대 양영순 교장 취임